# Psilotrichum calceolatum
Psilotrichum calceolatum är en amarantväxtart som beskrevs av William Jackson Hooker. Psilotrichum calceolatum ingår i släktet Psilotrichum och familjen amarantväxter. Inga underarter finns listade i Catalogue of Life.